# 고리타
이제혁(1974년 1월 9일, ~ )는 대한민국의 만화가이다. 필명은 고리타(Gorigorita). 고리타라는 필명은 '고리타분'에서 따온 것이며, 고리타분한 사고에서 벗어나자는 자신의 의지를 반어적으로 명시한 것이라고 작가가 밝힌 일이 있다. 2000년 초 인터넷이 보급되던 시절부터 활동을 시작해 룸펜스타 등의 인터넷 만화를 자신의 홈페이지에 연재하면서 이름이 알려지기 시작했다. 스노우캣 다이어리의 권윤주, 마린블루스의 정철연, '폐인의 세계'의 김풍 등과 함께 웹툰 1세대 작가로 분류된다.

## 작품
다음 및 네이버 등의 포털에 연재한 작품으로는 스멜스 라이크 30 스피릿, 국가의 탄생, 넌피플, 우주전함 몰라몰라, 아프니까 병원이다 등이 있다. 스멜스 라이크 30 스피릿은 포털에 연재한 첫 작품이며, 창작뮤지컬로 만들어지기도 했다. 2004년에 시공사에서 룸펜스타 단행본이 나오기도 했으며 디씨인사이드 카툰갤러리에서도 오랜 기간 만화를 연재했다.
작품의 특징으로는 우선, 가상국가를 소재로 한 국가의 탄생, 락음악에 대한 해박한 지식이 바탕이 된 스멜스 라이크 30 스피릿, 가족의 희귀병으로 인해 변화한 일상을 그린 아프니까 병원이다 등, 독특한 소재를 들수 있다. 그러한 소재는 대체로 어렵고 때로는 비극적인 현실을 다루지만, 그것을 공상적인 설정과의 결합 등을 통해 웹툰에 맞는 밝은 이미지로 각색하여 묘사하는 경우가 많다. 초반~중반기의 만화는 우주인이 등장하는 등 공상적인 설정의 비중이 컸으나, 최신작인 아프니까 병원이다에서는 공상의 요소가 배제되고 매우 현실적인 묘사를 하고 있다.

## 기타
인기 상위권에 랭크된 히트작은 없지만, 인터넷에서 꾸준히 활동해 온 작가이다. 고리타는 웹툰 작가들 중에서도 마감을 성실하게 지키는 것으로 알려져 있다. 작가는 인터넷 상에 만화가의 경제적 어려움을 호소하며, 돈 벌어서 이사를 할 수 있게 자신의 만화를 출판해줄 출판사를 찾는다는 글을 여러차례 올려 논란이 된 일이 있다.

## 작품 목록
- 2003 룸펜스타
- 2003 넥타이맨
- 2004 마이신
- 2006 스멜스 라이크 30 스피릿
- 2007 천사의 섬
- 2009 비행접시
- 2010 국가의 탄생, 넌피플
- 2012 우주전함 몰라몰라
- 2013 미 앤 아이
- 2014 아프니까 병원이다